# Renault 20 CV

Renault Type V

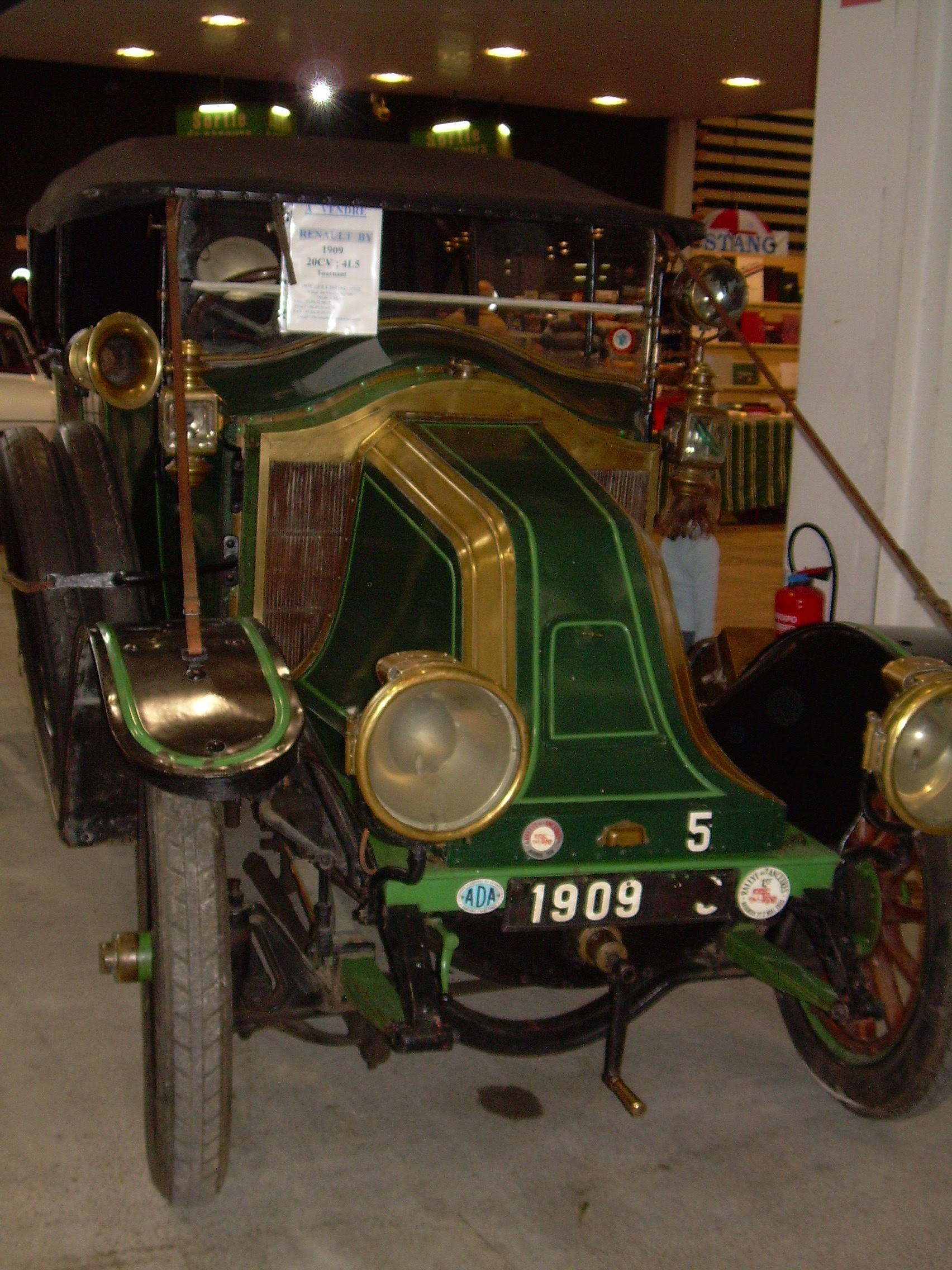
Renault Type BY

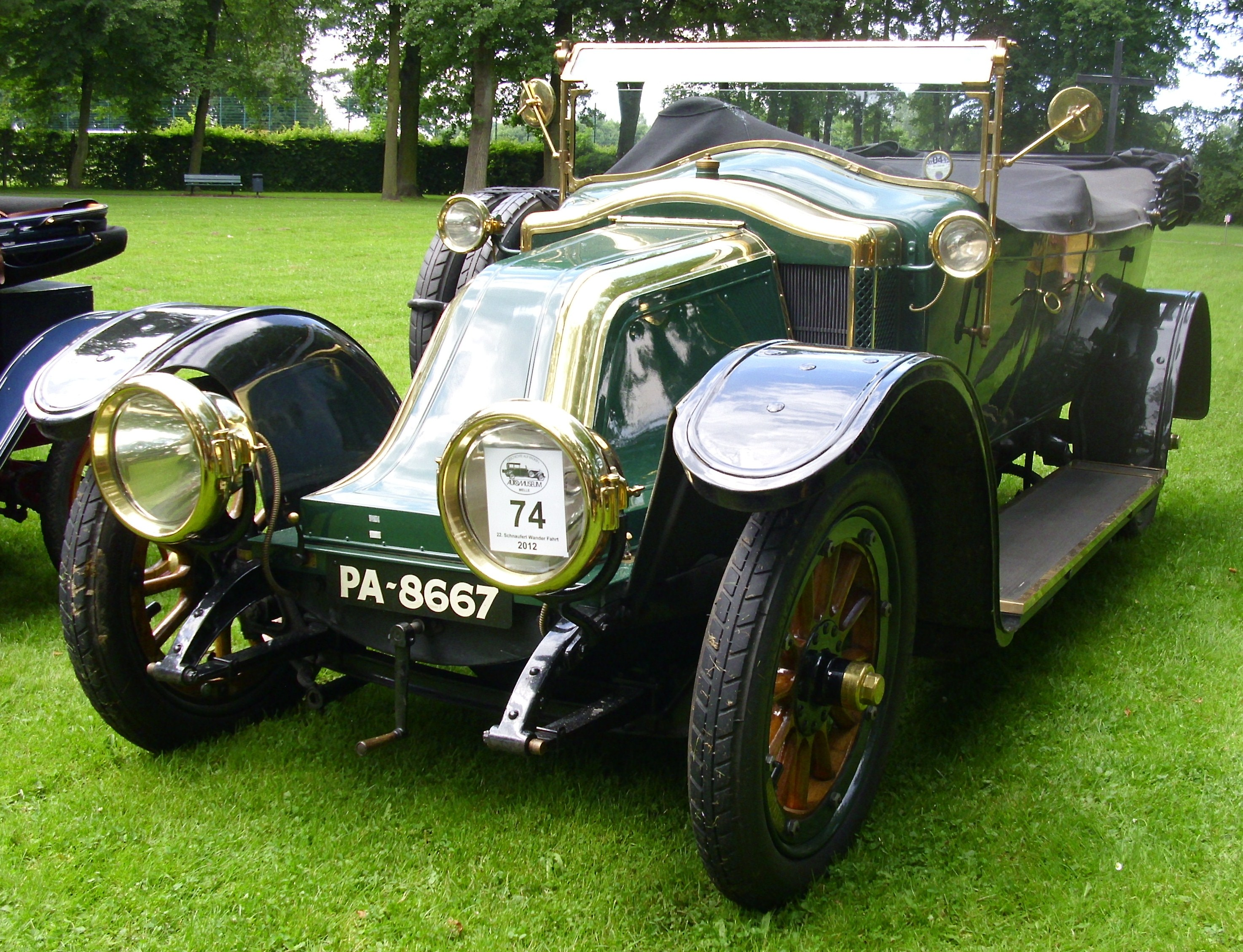
Renault Type CE

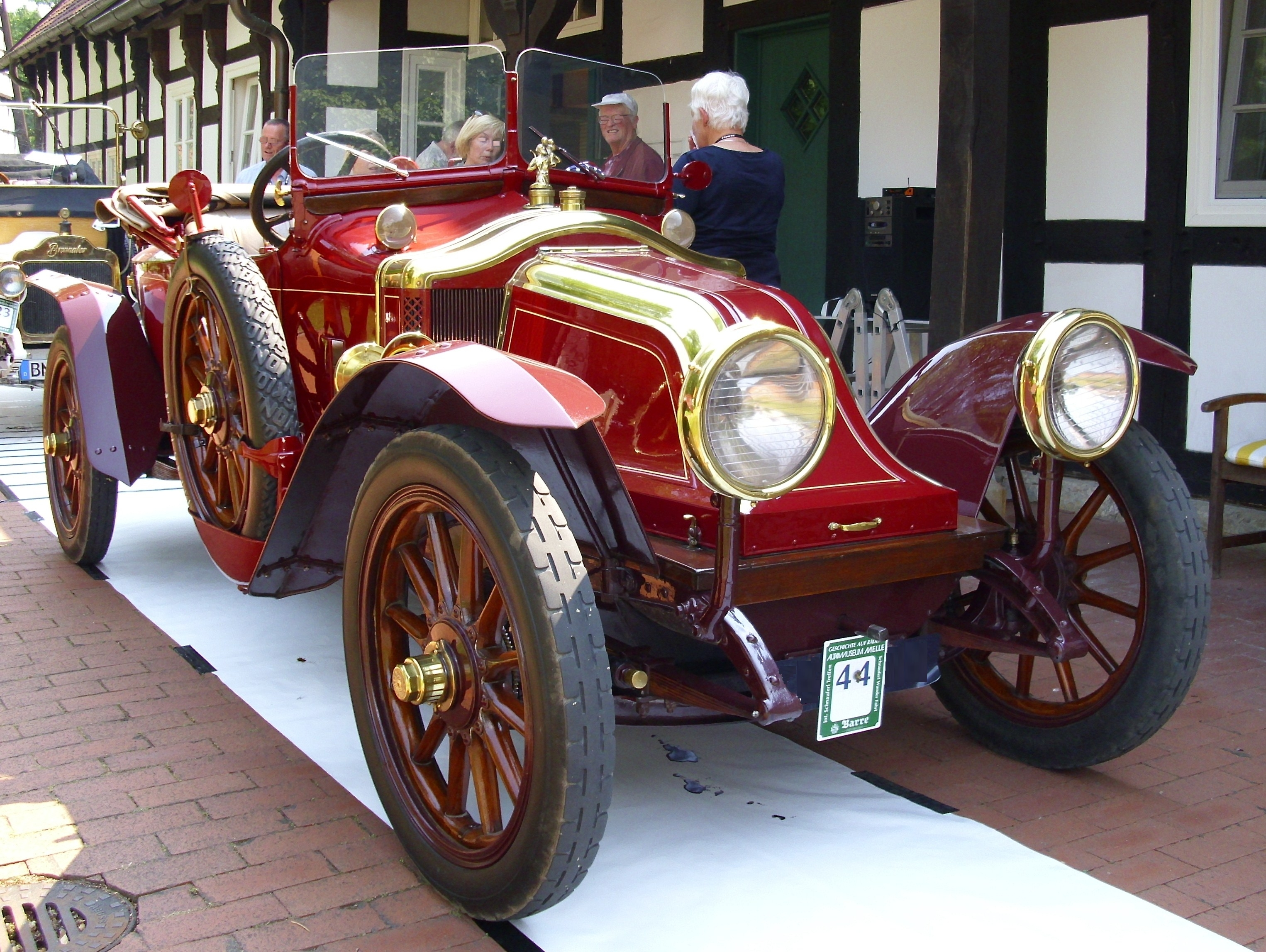
Renault Type EI

Der Renault 20 CV war eine Pkw-Modellreihe des französischen Automobilherstellers Renault aus der Zeit vor dem Zweiten Weltkrieg. Dabei stand das CV für die Steuer-PS. Zu dieser Modellreihe gehörten:
- Renault Type V (1904–1909)
- Renault Type BY (1909–1910)
- Renault Type CE (1910–1912)
- Renault Type CH (1911–1912)
- Renault Type DX (1913–1914)
- Renault Type EI (1914)
- Renault Type EJ (1914)